# Ichneumon mordaxiops
Ichneumon mordaxiops är en stekelart som beskrevs av Heinrich 1978. Ichneumon mordaxiops ingår i släktet Ichneumon och familjen brokparasitsteklar. Inga underarter finns listade i Catalogue of Life.